# Mickie Most
Mickie Most, geboren als Michael Peter Hayes (Aldershot, 20 juni 1938 – Londen, 30 mei 2003), was een Britse rock- en popzanger, producent, arrangeur, platenlabel-eigenaar en muziekuitgever, die de popmuziek van de jaren 1960 en 1970 aanzienlijk heeft beïnvloed.

## Biografie
Hij woonde met drie broers en zussen in de Britse garnizoensstad Aldershot en verliet de school op 15-jarige leeftijd. Zelfs toen was hij geïnteresseerd in de muziekindustrie, hoewel zijn enige relatie met muziek de Amerikaanse troepenomroep AFN was. Hij leerde zichzelf gitaar spelen in de London Underground.

### Carrière als vertolker
Samen met Alex Murray richtte Most in 1958 het skiffle-duo Most Brothers op, dat ook mocht optreden in de beroemde 'The 2i's Coffee Bar' in het Londense Soho. Ze wonnen zelfs een platencontract bij Decca Records, wat resulteerde in de singles Whistle Bait (november 1957), It Takes A Whole Lotta Lovin' to Keep My Baby Happy (maart 1958) en Don't Go Home (juni 1958), die niet in de hitlijsten kwamen. Samen met Cliff Richard en The Kalin Twins toerde hij vanaf oktober 1958 door het Verenigd Koninkrijk, maar ging kort daarna weer uit elkaar. Hij behield de naam van het duo en noemde zichzelf vanaf dat moment Mickey Most. Most ontmoette toen de Zuid-Afrikaanse Kristina Frisco, die op vakantie was in het Verenigd Koninkrijk. De bruiloft met haar vond plaats nadat ze naar haar vaderland was geëmigreerd. Hier richtte hij de coverband Mickie Most & his Playboys (of Minutemen) op in Johannesburg, die Amerikaanse rockhits naspeelde. Een eerste opnamesessie in Zuid-Afrika vond plaats op 18 mei 1959, toen de single Give Me More / Rumours werd gemaakt. In 1962 vierden ze elf opeenvolgende tophits in de Zuid-Afrikaanse hitlijsten, geproduceerd door Most zelf. Onder hen waren Mickie Most & the Playboys met D In Love (1961) en eind 1962 de laatste single Hamba Kahle Twist.
Toen Most begin 1963 naar het Verenigd Koninkrijk terugkeerde, vond hij daar een gevestigd bluescircuit. De opnamen Mister Porter / Yes Indeed I Do (12 juni 1963,  gepubliceerd in juli 1963 en slechts 45e gerangschikt in de Britse hitlijsten) en The Feminine Look / Shame on You werden onder zijn naam opgenomen - regelmatig met de jonge Jimmy Page op leadgitaar (opgenomen op 25 september 1963), Sea Cruise / It's a Little Bit Hot (13 december 1963) en als Mickie Most & the Gear met de snelle rocker Money Honey / That's Alright (20 maart 1964). De eerdere successen in Zuid-Afrika werden in zijn vaderland niet herhaald. Hij besloot zijn opnamecarrière vroegtijdig te beëindigen.

### Carrière als muziekproducent
Na optredens in de Star-Club in Hamburg keerden The Animals in januari 1964 terug naar Newcastle upon Tyne. Hier werden ze ontdekt door Mickie Most in 'Club A Go-Go', waarschijnlijk toen ze hier op 30 december 1963 optraden met Sonny Boy Williamson II. Most produceerde de eerste opnamesessie met de band in De Lane Lea Studios op Kingsway op 22 januari 1964, waaruit de bluescovers Boom Boom, Talkin' Bout You, Blue Feeling en Dimples voortkwamen. Met behulp van dit concept van het produceren van pure bluesnummers voor The Animals, gaf Most de band duidelijke contouren, die hen onderscheidden van andere bands in de Britse invasie, omdat de andere bands zich concentreerden op rock-'n-roll-nummers en rhythm-and-blues-nummers. Al op 12 februari 1964 waren ze terug in de studio, waar deze keer, op aandringen van de producent, de bluescover Baby Let Me Take You Home werd gemaakt en ook Gonna Send You Back To Walker (cover van I'm Gonna Send You Back to Georgia (City Slick) van Timmy Shaw), Blue Feeling, Baby What's Wrong en F-E-E-L werden op band opgenomen. In maart werd hun eerste single Baby Let Me Take You Home / Gonna Send You Back To Walker uitgebracht van het opgenomen repertoire, dat #21 bereikte in de Britse hitlijsten.
Op 17 mei 1964 onderbraken The Animals hun tournee in Liverpool om de volgende dag opnieuw op te nemen in de Londense Kingsway-studio. Most had de studio's voor drie uur geboekt. Ze namen The House of the Rising Sun op, dat vaak werd gepresenteerd tijdens hun reizen, waarvan ze de ruwe originele tekst verworpen hadden. Producent Most, die qua productie niets kon bijdragen aan de opname, wilde de titel, die vanaf het begin perfect was ingesproken, niet opnemen, maar ging er met tegenzin mee akkoord. De hoge routine maakte het opnemen gemakkelijker, want na één take was het nummer al af. Na een half uur verlieten ze de studio's weer, zodat ze slechts vier pond studiokosten hoefden te betalen. De verwaarloosbare productiekosten stonden in contrast met het hoge inkomen van een miljoenenseller van vijf miljoen recordverkopen, dat op #1 stond in de belangrijkste hitparades.
Tijdens de derde opnamesessie op 31 juli 1964 werden 15 nummers gemaakt, waarvan er 12 verschenen op de debuut-lp The Animals, die in november 1964 werd uitgebracht. De derde single I'm Crying uit de derde sessie bereikte de achtste plaats in de Britse hitlijsten. In mei 1965 kwam de tweede lp Animal Tracks uit. De laatste opnamesessie van The Animals, geregisseerd door Mickie Most, vond plaats op 20 maart 1965, toen Bring It On Home To Me / For Miss Caulker werd gemaakt, want na zeven hitsingles en drie lp's besloot Eric Burdon zich bij Most en EMI Music aan te sluiten. Aan de B-kant van deze single nam Most niet eens de moeite om de duidelijke vocale fouten van Eric Burdon weg te werken.

### Verdere bands
Mickie Most produceerde ook andere bands tijdens de succesvolle fase van The Animals. Ondertussen stond op 26 juni 1964 een opnamedatum met The Nashville Teens gepland, waarop onder supervisie van Most, samen met de jonge Jimmy Page als sessiegitarist, een wilde versie van John D. Loudermilks maatschappijkritische nummer Tobacco Road werd gemaakt. De opvolger Google Eye, geproduceerd op 9 oktober 1964, werd opgenomen met Page en werd geschreven door Loudermilk. Net als The Animals werd het kwintet Herman's Hermits gecontracteerd bij Columbia Records, nadat Most het in 1964 in Bolton had ontdekt en een platencontract had gesloten bij de EMI-dochter. Hun eerste single I'm Into Something Good, geselecteerd door Most, bereikte de status van een miljoenenseller na de publicatie op 20 augustus 1964, die door Earl Jean in het origineel werd geweigerd. De intonatie van een lichte pop was de maatstaf voor de volgende singles van de groep. De meeste nog steeds gebruikte sessiemuzikanten waren John Paul Jones en Vic Flick ondanks de geluidsinstrumenten van de band. Jimmy Page is te horen op de vervolg-single Silhouettes / Can't You Hear My Heartbeat op 12 februari 1965.
Het meest succesvolle jaar voor Herman's Hermits was 1965, toen de band binnen een jaar 10 miljoen exemplaren meer platen verkocht dan The Beatles, vooral dankzij hun succes in de Verenigde Staten. Mrs. Brown You've Got a Lovely Daughter van 1 december 1965 met zijn gitaar en banjo-intro en het duidelijke Manchester-dialect kwam pas in de Verenigde Staten aan en had geen hitpotentieel in het Verenigd Koninkrijk, maar wereldwijd werden 4 miljoen exemplaren daarvan verkocht. In tegenstelling tot The Beatles presenteerden de Hermits geen eigen composities, maar namen ze hun toevlucht tot materiaal van voornamelijk Amerikaanse popauteurs. Tussen 1964 en 1970 brachten ze 16 singles in de top 20. Tot Lady Barbara (RAK 106) produceerde Most 29 singles en talloze lp's met de band. Behalve bij I'm Into Something Good , Mrs. Brown en Henry the VIII speelden bij Herman’s Hermits sessiemuzikanten mee.
The Yardbirds werden ook door Most gedwongen tot hulp van sessiemuzikanten. De meesten moesten de rol van producent delen met de Yardbirds-manager en eigenaar Giorgio Gomelsky van de beroemde Londense Crawdaddy Club. De eerste opnamedatum van Most voor The Yardbirds was 5 maart 1967 voor de single Little Games. Nicky Hopkins (keyboards) en John Paul Jones (bas) hielpen mee aan het gelijknamige album (opgenomen tussen 28 april 1967 en 3 mei 1967), maar het kon niet langer voortbouwen op zijn oude successen. De meesten slaagden er niet in de band weer tot succes te brengen. De Harry Nilsson-compositie Ten Little Indians, gepubliceerd in oktober 1967, flopte ook. The Yardbirds bleven met succes rond de wereld toeren, maar stopten met het maken van hits en gingen uit elkaar in juli 1968.

### Solisten
Op 28 augustus 1964 werd Is It True gecreëerd voor de Amerikaanse zangeres Brenda Lee, die aan succes gewend was. Op dat moment sloot EMI een samenwerkingsovereenkomst met Most, toen George Martin en andere producenten in dienst van EMI het label verlieten om zelfstandig te gaan werken. Het contract had echter alleen betrekking op het productiewerk voor de platenlabels van EMI, verder bleef Most een onafhankelijke producent.
Donovan verscheen voor het eerst in januari 1965 en belichaamde het beeld van de Britse Bob Dylan. Muzikaal presenteerde hij eerst folkmuziek, zoals zijn eerste hit Catch the Wind (opgenomen op 12 maart 1965), die werd geproduceerd door Terry Kennedy/Peter Eden/Geoff Stephens voor Pye Records en 200.000 keer werd verkocht. Toen de controversiële Amerikaanse manager Allen Klein in november 1965 het management van Donovan overnam, verruilde hij Donovans vorige producenten Terry Kennedy/Peter Eden/Geoff Stephens voor Most, wat aanvankelijk betwist werd. Most was een onafhankelijke producent, maar hij had een productiecontract met EMI, waardoor Pye Records aanvankelijk contractuele moeilijkheden had met de nieuwe producent. Toen Mickie Most op 19 december 1965 Sunshine Superman produceerde in drie uur in de Abbey Road Studios met Donovan en Jimmy Page als sessiegitarist, werd de geplande publicatie van Pye Records voor januari 1966 aanvankelijk uitgesteld. In plaats daarvan plunderde het label de archieven van oude Donovan-opnamen uit februari 1966. De contractuele problemen werden pas op 23 juli 1965 opgelost, zodat in juli 1965 Sunshine Superman voor het eerst werd gepubliceerd in de Verenigde Staten, waar het in september 1965 een gouden plaat ontving. Pas op 14 november 1966 werd Sunshine Superman uitgebracht in het Verenigd Koninkrijk. Het nummer betekende het artistieke keerpunt voor Donovan. Het bestond uit vervreemdingseffecten van vroege psychedelische rock, jazzelementen, verspreidde een mystieke trancesfeer door de sitar en tamboer en werd opgenomen in Abbey Road, alle eerdere opnamen door Donovan werden gemaakt in de Peer Music Studios in Denmark Street in Londen.
Alle daaropvolgende singles weken significant af van de originele folkballads, die Donovan eerder had uitgebracht. Hurdy Gurdy Man (21 mei 1968) met bassist John Paul Jones was opnieuw een psychedelisch geproduceerde single, dit keer opgenomen in de Londense CBS-studio's. De focus lag op lp's bij Donovan, hoewel Most een op singles georiënteerde producent was, dus lp's als Sunshine Superman (uitgebracht in september 1966 in de Verenigde Staten, pas juni 1967 Verenigd Koninkrijk), Mellow Yellow (maart 1967), Wear Your Love Like Heaven (december 1967), A Gift From A Flower to A Garden (december 1967 Verenigde Staten, 16 april 1968 Verenigd Koninkrijk), Hurdy Gurdy Man (oktober 1968), Barabajagal (11 augustus 1969) en later Cosmic Wheels (maart 1973) is musicologisch van groter belang.
Voor Jeff Beck produceerde Most het nummer Hi Ho Silver Lining (opgenomen op 10 maart 1967), opnieuw met Jimmy Page voordat hij de rol van producent voor Lulu op zich nam. Ze stapte in april 1967 over naar Columbia Records, nadat zij en haar gezelschap Luvvers al wat rocknummers bij Decca hadden uitgebracht. De meesten produceerden alle opnames met Lulu van To Sir, With Love / Let's Pretend, dat na de publicatie op 23 juni 1967 in november 1967 een miljoenenseller werd en met een omzet van vier miljoen de meest succesvolle single van de zangeres zou blijven. Het nummer werd voor het eerst gepubliceerd in het Verenigd Koninkrijk als de B-kant van Let's Pretend in juni 1967, hoewel de B-kant in de Verenigde Staten aanzienlijk meer airplay kreeg dan de A-kant. Nog zes singles en talloze lp's volgden. De meesten veranderden haar stijl, want nu zong ze - op een paar uitzonderingen na (The Boat That I Row, opgenomen op 7 april 1967) popballads. Onder de single-hits waren de commercial I'm A Tiger en de winnende titel Boom bang-a-bang (maart 1969), die werd goedgekeurd voor de Britse songfestivalbijdrage. Most produceerde in totaal 39 titels voor Lulu. Mary Hopkin had ook haar commerciële Britse songfestivalbijdrage Knock, knock who's there? geproduceerd, die in maart 1970 op de markt kwam en zowel in de songcompetitie als in de Britse hitlijsten een tweede plaats wist te behalen.

## Platenlabel
In december 1969 richtte Most zijn eigen platenlabel RAK Records op met zijn vriend Peter Grant, wiens eerste 27 publicaties allemaal de Britse Top50 haalden. Alleen al in 1973 bereikten 14 van de 18 publicaties de top 30. De eerste single was het nummer El Condor Pasa (If I Could), geproduceerd door Most in de versie van Julie Felix uit maart 1970, die daar door het ontbreken van de Simon & Garfunkel-hit in het Verenigd Koninkrijk #19 behaalde. Hot Chocolate, dat werd geproduceerd door Most en in juli 1970 hun eerste single Love Is Life uitbracht, behaalde grotere hits. Hij sleutelde met hen aan een herkenbaar geluid dat uiteindelijk bestond uit een bluesachtige mix van orgel- en gitaarriffs. De formule voor succes werd gevonden, omdat Brother Louie (maart 1973) en You Sexy Thing (oktober 1975) de status van miljoenenseller behaalden, maar It Started with a Kiss (juni 1982) werd ook een internationaal hitparadesucces. Bij RAK Records ontwikkelde zich een creatieve sfeer die het label tot het meest succesvolle Britse label voor tienermuziek maakte.
Want met Nicky Chinn en Mike Chapman vond labeleigenaar Most in juli 1971 twee getalenteerde auteurs, die voor The Sweet (vanaf juli 1971), Mud (januari 1973), Suzi Quatro (april 1973), Smokie (april 1975) en Racey (juni 1978) aan de lopende band hits schreven en meestal in eigen huis produceerden. Lay Your Love On Me (november 1978) van Racey werd alleen al in het Verenigd Koninkrijk 950.000 keer verkocht (2 miljoen wereldwijd), waarmee het voorlopig de bestverkochte single van RAK Records is. Dat werd in maart 1979 overtroffen door Some Girls, want de hit van Most zelf werd wereldwijd 5 miljoen keer verkocht. Exile (september 1976), Kim Wilde (januari 1981) en Johnny Hates Jazz (maart 1986) waren andere artiesten in de catalogus van het RAK Records-label, dat tot februari 1988 zeer succesvol bleef als label. Mickie Most had zijn label al in 1986 verkocht aan EMI, maar bleef aan als hoofd administratie.

## Geluidsstudios
In november 1976 richtte Mickie Most de RAK Sound Recording Studios op in St. John's Wood in het noordwesten van Londen. Daartoe kocht hij een voormalig Victoriaans schoolgebouw en kerkzaal voor £350.000 en bouwde deze om tot opnamestudio's. Er ontstonden drie studio's, waarin voornamelijk de artiesten onder contract bij RAK Records werden opgenomen, maar ook Paul McCartney en Michael Jackson hadden de studio's geboekt. De eerste hit van de studio's was de titel Living Next Door to Alice van Smokie, die in november 1976 werd uitgebracht en een coverversie was van het origineel van New World (november 1972), ook uitgebracht bij RAK Records. Vanaf dat moment waren de nummer één hits van de RAK-labelcatalogus van Suzi Quatro (Can The Can, maart 1973), Mud (Tiger Feet, november 1973), Steve Harley & Cockney Rebel (Make Me Smile (Come Up and See Me)), januari 1975) en Hot Chocolate (So You Win Again, mei 1977).

## Statistiek
De tegelijkertijd opgerichte muziekuitgeverij RAK Publishing bezit meer dan 3.000 auteursrechten. De meeste hebben meer dan 500 miljoen singles en albums verkocht met meer dan 450 producties. Volgens The Sunday Times werd zijn fortuin in 2002 geschat op £50 miljoen, inclusief de opnamestudio's voor £7 miljoen. In 1995 behoorde Most tot de 500 rijkste mensen in het Verenigd Koninkrijk. Zijn privéhuis werd beschouwd als een van de grootste privéhuizen in het Verenigd Koninkrijk en had £4 miljoen gekost. Het idee dat de compositie 90% van het succes vertegenwoordigt en dat het succes in de eerste 20 seconden van een productie ligt, was kenmerkend voor zijn manier van werken. Als het nummer niet aanslaat, wordt het geen hit. Mickie Most beheerst dit principe grotendeels zonder echter zijn producties als formulistisch of zelfs homogeen te classificeren. In 1964 ontving Mickie Most de Grammy Award voor «beste producent van het jaar».

## Overlijden
In 2000 werd bij Most kanker geconstateerd. Hij overleed uiteindelijk op 30 mei 2003 op bijna 65-jarige leeftijd aan mesothelioom, een vorm van longkanker. Hij werd begraven op Golders Green Cemetery in de London Borough of Barnet.
- Biblioteca Nacional de España: XX6555648
- Bibliothèque nationale de France: cb142707593 (data)
- International Standard Name Identifier: 0000 0003 7201 6055
- Library of Congress Control Number: no2006056798
- MusicBrainz: 6717da8f-52cf-488f-ab8c-3205663167ff
- Istituto Centrale per il Catalogo Unico: DDSV220363
- Virtual International Authority File: 32209896
- WorldCat: E39PBJx8CQ8ByyBj9TxKXmQDv3